# NOAAS Hi'ialakai (R 334)
Le NOAAS Hi'ialakai (R 334) est un navire océanographique de la flotte de la NOAA (National Oceanic and Atmospheric Administration) en service depuis 2004.
Auparavant il était un navire de surveillance de l'United States Navy, sous le nom de USNS Vindicator (T-AGOS-3), de 1984 à 1993, puis sous le nom de USCGC Vindicator (WMEC-3) comme Medium endurance cutter (en) au sein de l'United States Coast Guard de 1994 à 2001

## Historique

### U.S. Navy
Vindicator a été commandé le 26 septembre 1980 et la pose de la quille a été effectué le 14 avril 1983 par la Tacoma Boatbuilding Company (en) à Tacoma (État de Washington) et mis à l'eau le 1er juin 1984. Il a été livré à la US Navy le 21 novembre 1984 et le navire a été transféré au sein du commandement militaire du transport maritime le même jour en tant que USNS Vindicator (T-AGOS-3). Conçu pour collecter des données acoustiques de lutte anti-sous-marine durant la Guerre froide à l’aide du matériel de sonar Surveillance Towed Array Sensor System (en) (SURTASS), il a passé les dernières années de la guerre froide à la recherche de sous-marins de la Marine soviétique.
Après la dislocation de l'URSS à la fin du mois de décembre 1991, mettant fin à la guerre froide, la nécessité de telles opérations de recherche a diminué. Le 30 juin 1993, l'US Navy l'a retiré du service actif et il a été radié du Naval Vessel Register pour le louer à la garde côtière des États-Unis.

### Garde côtière des États-Unis
Avec leur propre navire amarré au chantier de la Garde côtière américaine de Curtis Bay à Baltimore (État du Maryland), de juin à octobre 1993, l'équipage de la vedette américaine de la garde côtière USCGC Tamaroa a piloté Vindicator pendant ses essais d acceptation de la Garde côtière. Puis il a été mis au service de la Garde côtière le 20 mai 1994 en tant que cotre USCGC Vindicator (WMEC-3) de moyenne endurance, destiné à être utilisé dans les opérations de trafic de stupéfiants, basé à Norfolk en Virginie. En 1994, il a pris part à l' Operation Able Manner dans une mission conjointe des garde-côtes américains et de la marine américaine visant à interdire les futurs migrants haitiens à entrer aux États-Unis. Il a été mis hors service le 19 août 1994 et placé en réserve au chantier de la Garde côtière à Curtis Bay.
Après cinq années d'inactivité, Vindicator a été remis en service le 24 août 1999. À un moment donné, il fut en cours d'évaluation en tant que navire d'essai pour un module de démonstration de pile à combustible à carbonate fondu marin. Puis la Garde côtière a constaté que les navires de la classe Stalwart que l'US Navy avait transférés étaient dans l'incapacité à transporter des hélicoptères et avaient une trop faible vitesse de pointe. Les contraintes budgétaires ont empêché la Garde côtière de pallier ces lacunes. Les compressions budgétaires au début de 2001 ont entraîné la résiliation du bail et Vindicator a été désaffecté à nouveau le 1er mai 2001 et renvoyé au commandement militaire du transport maritime de l'US Navy.

### NOAA
En octobre 2001, Vindicator a été transféré à la National Oceanic and Atmospheric Administration (NOAA). Après une conversion technique en navire de recherche océanographique, il a été mis en service par la NOAA le 3 septembre 2004 en tant que NOAAS Hi'ialakai (R 334), co-parrainé par Margaret "Maggie" Awamura Inouye, épouse du sénateur américain d'Hawaii Daniel Inouye et la professeure émérite Isabella A. Abbott de l'Université d'Hawaï.
Hi'ialakai est équipé d’un sonar multi-faisceaux et d’un sondeur pour la cartographie sous-marine. Il est bien équipé pour soutenir les projets de plongée en eau peu profonde et profonde. Il peut transporter jusqu'à cinq petits bateaux de travail pour transporter les plongeurs sur les zones de travail... et un caisson hyperbare pour trois personnes. En plus de son équipage de 28 personnes, Hi'ialakai peut accueillir jusqu'à 22 scientifiques.
Hi'ialakai a son port d'attache à Pearl Harbor, à Hawaii. Il exerce ses activités dans les îles hawaïennes et la région insulaire du Pacifique, qui comprend les Samoa américaines, les Îles Mariannes du Nord et Guam.
Il soutient les recherches du National Ocean Service (NOS), du United States National Marine Sanctuary (en), du National Marine Fisheries Service, de l'United States Fish and Wildlife Service et de l'Office of Oceanic and Atmospheric Research. Il effectue la cartographie des écosystèmes de récifs coralliens, des évaluations de bioanalyse, des études sur la santé des récifs coralliens et des études sur les stocks de poissons. Il effectue la plupart de ses opérations intensives en plongée dans les îles hawaïennes du Nord-Ouest, qui sont devenues le Monument national marin de Papahānaumokuākea, l'une des plus grandes aires marines de conservation du monde, en 2006.

## Galerie

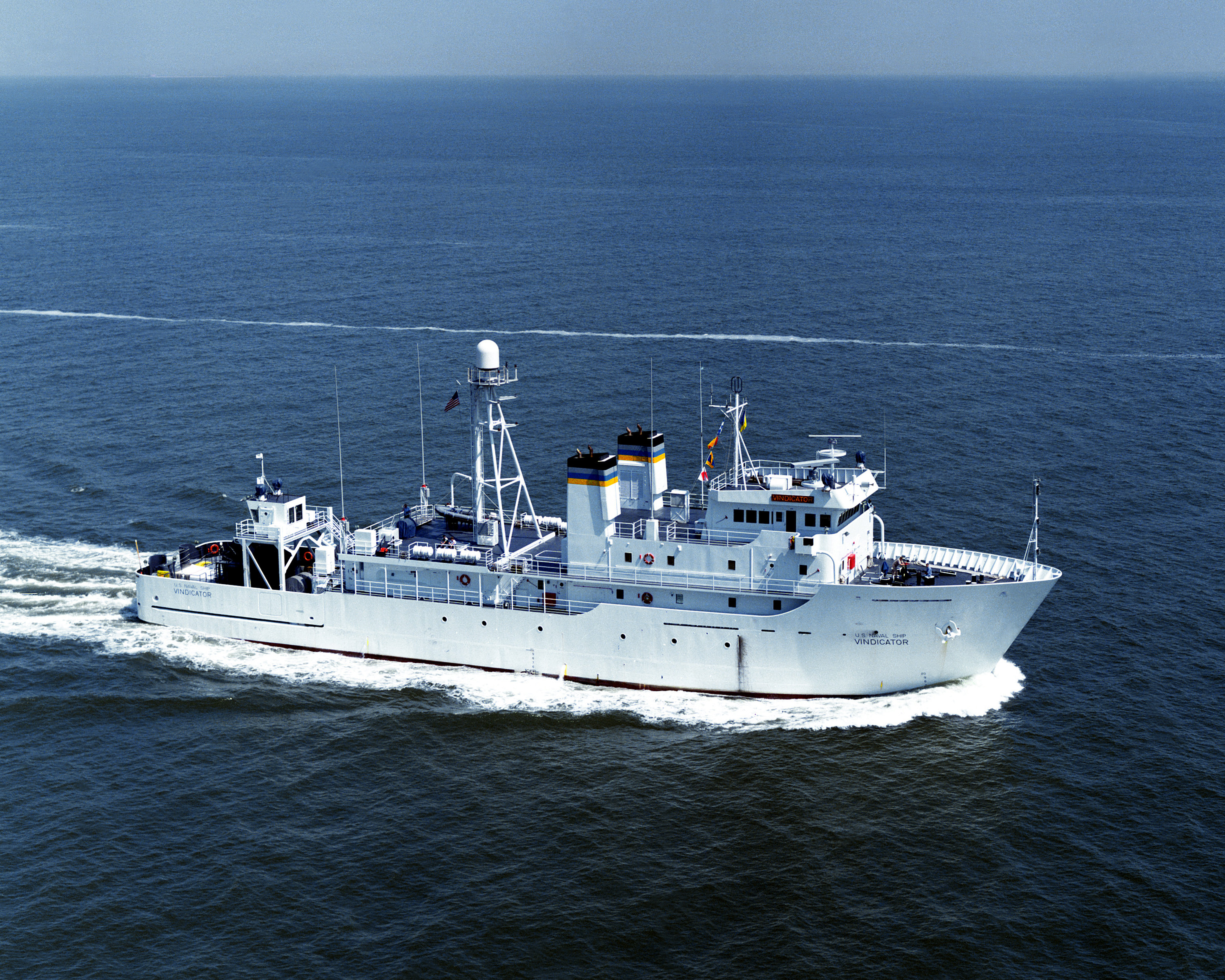
USNS Vindicator (T-AGOS-3)
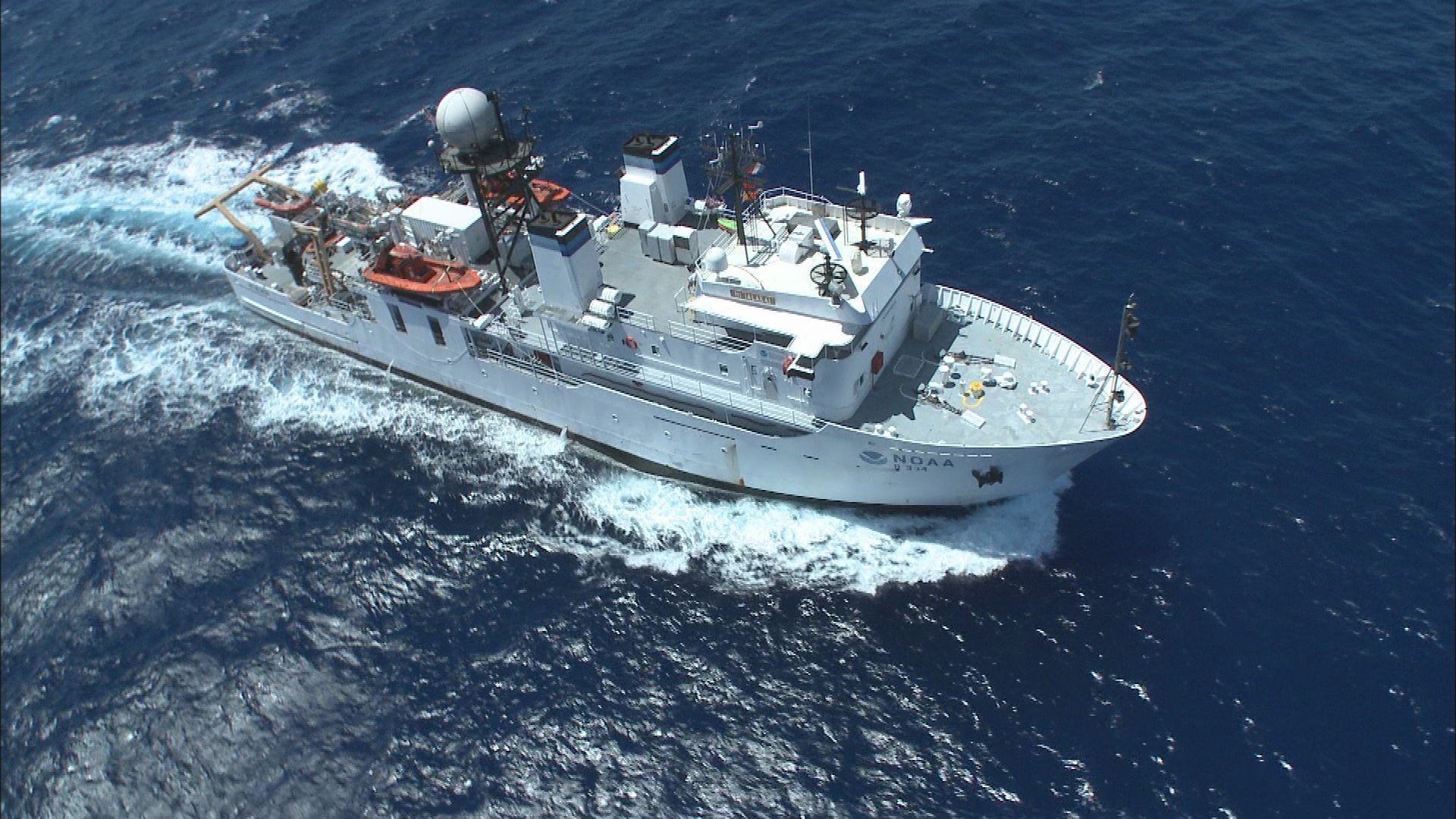
NOAAS Hi'ialakai (R 334)
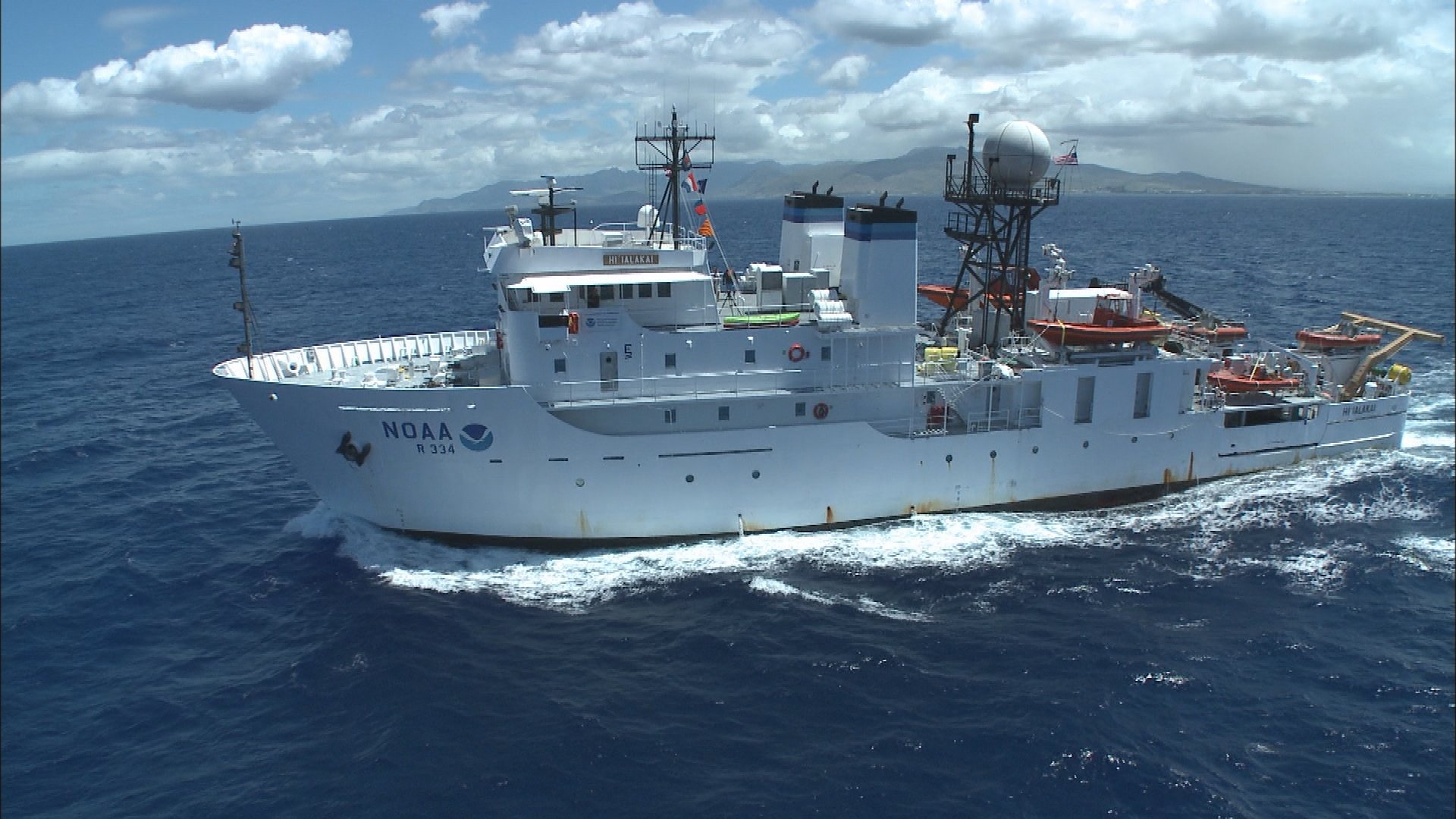
NOAAS Hi'ialakai (R 334)

## Note et référence
- (en) Cet article est partiellement ou en totalité issu de l’article de Wikipédia en anglais intitulé « USNS Vindicator (T-AGOS-3) » (voir la liste des auteurs).